# ぼんぼんりぼん
ぼんぼんりぼんは、日本のサンリオによるキャラクター群。2012年にキャラクター開発され、翌年より本格的にグッズやサンリオピューロランドのショー等で活躍。

## 設定
おしゃれが大好きなピンク色のうさぎ。特技は歌とダンス。同じバレエスクールに通う友達とリリーボンボンズというチームを結成してダンスコンテストに参加している。リリーボンボンズのメンバーには、ミルキーミミ、ラララフローラ、るんるんルルという同じくうさぎのキャラクターがいる。
担当声優は黒沢ともよ。

## サンリオキャラクター大賞の順位
『いちご新聞』の読者投票企画「サンリオキャラクター大賞」では第29回（2014年）の9位が歴代最高である。
2013年度の「サンリオキャラクター大賞」の特別企画である「これやります宣言」で、「20位以内ならビッグリボンデーを実施」と宣言していたが、初エントリーでありながら見事15位にランクされたため、その公約は実施されることとなり、東京プリンスホテルにて同年8月10日から18日にかけて開催された、サンリオキャラクターワールドのイベント会場でビッグリボンデーが実施され、大きなリボンを付けた服装で来場すると、同会場のプレイコーナーで使用できるプレイ券（200円分）がもらえるサービスが実施された。
2020年は、コロナ関連によるサンリオショップの臨時休業が相次ぎ、思うようにサンリオショップ店頭からの投票（チップde投票）が出来なかったため、サンリオキャラクター大賞終了後の6月12日から30日にかけて、スピンアウト企画の 「チップde投票リターンズ」がサンリオショップ各店舗で開催され、サンリオショップのひとつのハーモニーランドにおいての結果は「ぼんぼんりぼん」は9位であった（この回の票は、公式にはサンリオキャラクター大賞本戦の結果には反映されない）。
また、いちご新聞オリジナル企画で2016年より「サブキャラコンテスト」が開催されている。
第1回（2016年）は「ミルキーミミ」がノミネートされ15位にランクインされた。
第2回（2017年）は「ラララフローラ」がノミネートされ、16位にランクインされた。
第3回（2018年）は「るんるんルル」がノミネートされ、12位にランクインされた。
第4回（2019年）は第1回（2016年）〜第3回（2018年）までの上位20キャラクター同士の決戦コンテストで、「ラララフローラ」が21位、「ミルキーミミ」が28位、「るんるんルル」が49位にランクインされた。
第5回（2020年）は「ミルキーミミ」がノミネートされ、20位にランクインされた。
- 2024年サンリオキャラクター大賞31位
- 2023年サンリオキャラクター大賞39位
- 2022年サンリオキャラクター大賞35位
- 2021年サンリオキャラクター大賞30位
- 2020年サンリオキャラクター大賞32位（いちご新聞ランキング32位[15]）。
- 2019年サンリオキャラクター大賞16位（いちご新聞ランキング27位[16]）。
- 2018年サンリオキャラクター大賞16位（いちご新聞ランキング46位[17]）。
- 2017年サンリオキャラクター大賞16位（いちご新聞ランキング27位[18]）。
- 2016年サンリオキャラクター大賞14位（いちご新聞ランキング23位タイ[19]） ／ なでる投票27位[20]。
- 2015年サンリオキャラクター大賞23位[21]（いちご新聞ランキング24位[22]）。
- 2014年サンリオキャラクター大賞9位[23][注釈 1]（いちご新聞ランキング8位[26]）。
- 2013年サンリオキャラクター大賞15位。

## その他
- 発売当初から小学生女子を中心に人気を集める。
- サンリオピューロランドのパレード、「Miracle Gift Parade」（2015年12月5日〜）に登場するほか、ミニライブショー「集まれ!めちゃカワっ★ぼんぼんりぼん隊」や「ぼんぼんりぼんのクラシックバレエスクール」などでも活躍している。
- 2015年3月から行われているハーモニーランドのパレード「パレードパラレル」に出演している[27]。
- 2017年4月よりBSフジで放送されているサンリオキャラクターの子供番組『サンリオキャラクターズ ポンポンジャンプ!』でハローキティやマイメロディとともにレギュラーとして出演している[28]。
- 2017年5月より、きらやか銀行のイメージキャラクターに採用されている[29]。